# شهرستان باراردرس
شهرستان باراردرس (به لاتین: Baradères Arrondissement) یک منطقهٔ مسکونی در هائیتی است که در شهرستان نیپ واقع شده‌است. شهرستان باراردرس ۲۳۷٫۲۰ کیلومتر مربع مساحت و ۴۷٬۰۶۰ نفر جمعیت دارد.